# 熊頓
熊頓（本名：項瑤，1982年10月19日—2012年11月16日），女性繪本漫畫家，因其在罹患非霍奇金淋巴瘤后在微博上以漫畫形式記錄其患病和治療過程，并以樂觀積極的態度而獲得民眾關注。
其抗癌故事後來被改编成电影《滚蛋吧！肿瘤君》及電視劇《向陽而生》。

## 主要作品
- 《滾蛋吧腫瘤君：我與癌癥鬥爭的一年裡》（2012年9月）
- 《熟女戀愛事件簿》（2011年8月）
- 《熟女“房”事心經》（2010年1月）
- 《減肥俠》（2009年3月）
- 《熟女單身日記》（2009年3月）
- 《熟女養成日誌》（2008年3月）

### 在香港出版的作品
- 《單身女仔不怕Dry》（2010年1月）
- 《不能說的Mi Mi：女仔人家成長記》（2009年7月）

## 逝世
2012年11月16日5點，熊顿離世，終年30歲。大約有千名粉絲和其生前好友如猫小乐、圣诞狐等參加她的葬礼。

## 外部連結
- 熊頓的新浪微博 （页面存档备份，存于）